# Ebony and Ivory
Ebony and Ivory è un brano musicale del 1982 registrato in duetto da Paul McCartney e Stevie Wonder.
Il brano fu pubblicato come singolo il 29 marzo 1982 dalla Parlophone/EMI in Europa e dalla Columbia Records negli Stati Uniti, ed inserito nell'album Tug of War di McCartney, oltre che in numerosi greatest hits di entrambi i cantanti.

## Il brano
Ad un primo impatto può sembrare che il brano parli dell'ebano (nero) e dell'avorio (bianco), colori che rappresentano i tasti del pianoforte, ma può essere intuibilmente interpretato come l'armonia fra bianchi e neri, tema reale che comprende i concetti d'integrazione razziale. McCartney dopo aver sentito Spike Milligan dire "black notes, white notes, and you need to play the two to make harmony folks!" ("note nere, note bianche, e voi avete bisogno di suonarle entrambe per creare l'armonia.") trovò l'ispirazione per il titolo.
McCartney, dopo aver scritto la canzone da solo, la cantò dal vivo insieme a Wonder. Soltanto in occasione della realizzazione del video, i due dovettero registrare in sessioni differenti per via degli impegni di entrambi.

## Successo e critiche
La canzone raggiunse la posizione numero uno sia nel Regno Unito (paese di McCartney) che negli Stati Uniti (paese di Wonder). Ebony and Ivory rimase per sette settimane alla posizione numero uno della Billboard Hot 100, e fu il quarto più rilevante successo dell'anno. Per McCartney, si trattò della più lunga permanenza in cima alla classifica nella sua carriera da solista, e la seconda più lunga dell'intera carriera (dopo Hey Jude con i Beatles); anche per Wonder si trattò della più lunga permanenza in cima alla classifica dell'intera carriera. La canzone è stata per cinque settimane prima nella classifica "Hot Adult Contemporary Tracks".
In seguito all'enorme successo del brano, Ebony and Ivory fu spesso oggetto di critiche e derisioni, che puntavano principalmente a considerarla "melensa". Fu addirittura nominata come decima peggior canzone di tutti i tempi dalla rivista Blender magazine. Ancora, nell'ottobre 2007, il brano è stato nominato il peggior duetto della storia dagli ascoltatori di BBC 6 Music.
Ciò nonostante il brano è stato anche posizionato alla cinquantanovesima della classifica stilata da Billboard delle più grandi canzoni di tutti i tempi.

## Tracce
12" Maxi
1. Ebony And Ivory - 3:41
2. Rainclouds - Paul McCartney - Denny Laine - 3:07
3. Ebony And Ivory - Paul McCartney - 3:41

7" Single
1. Ebony And Ivory - 3:41
2. Rainclouds - Paul McCartney - Denny Laine - 3:07

## Classifiche

### Classifiche settimanali
| Classifica (1982)                | Posizione massima |
| -------------------------------- | ----------------- |
| Australia                        | 2                 |
| Austria                          | 3                 |
| Belgio (Fiandre)                 | 2                 |
| Canada                           | 1                 |
| Finlandia                        | 1                 |
| Francia                          | 5                 |
| Germania                         | 1                 |
| Irlanda                          | 1                 |
| Italia                           | 1                 |
| Norvegia                         | 1                 |
| Nuova Zelanda                    | 2                 |
| Paesi Bassi                      | 3                 |
| Regno Unito                      | 1                 |
| Spagna                           | 1                 |
| Stati Uniti                      | 1                 |
| Stati Uniti (adult contemporary) | 1                 |
| Stati Uniti (R&B)                | 8                 |
| Sudafrica                        | 3                 |
| Svezia                           | 2                 |
| Svizzera                         | 2                 |

### Classifiche di fine anno
| Classifica (1982) | Posizione |
| ----------------- | --------- |
| Australia         | 20        |
| Austria           | 10        |
| Belgio (Fiandre)  | 23        |
| Canada            | 3         |
| Germania          | 14        |
| Italia            | 8         |
| Nuova Zelanda     | 17        |
| Paesi Bassi       | 37        |
| Regno Unito       | 9         |
| Spagna            | 7         |
| Stati Uniti       | 4         |
| Svizzera          | 10        |

### Classifiche di fine decennio
| Classifica (1980-89) | Posizione |
| -------------------- | --------- |
| Stati Uniti          | 14        |

## Nella cultura di massa
Il brano è stato spesso parodiato in serie televisive come Willy il principe di Bel-Air, Friends, Tutti odiano Chris, Saturday Night Live e Il mio amico Arnold in cui è cantata da Janet Jackson, oltre che in film come Undercover Brother e Indovina chi. In un episodio di I Simpson, Seymour Skinner e sua madre Agnes intonano il brano al karaoke. Inoltre in un episodio di Dr. House - Medical Division, il personaggio di Gregory House cita il brano per descrivere una relazione del collega Foreman. Nel videogioco Devil May Cry, il protagonista Dante chiama le sue due pistole Ebony ed Ivory; e nel videogioco Assassin's Creed 2 un obiettivo chiamato Armonia perfetta richiede che il giocatore tinga i suoi abiti sia di ebano romagnolo (Ebony) che di Avorio Romagnolo (Ivory).